# Ломакин, Александр Александрович
Александр Александрович Ломакин (16.04.1903, Санкт-Петербург, — 05.06.1962, Ленинград) — советский гидротехник, доктор технических наук (1952), профессор (1954), дважды лауреат Сталинской премии.

## Биография
Окончил Ленинградский технологический институт по специальности инженер-механик (1927).
В 1929—1962 гг. работал на Ленинградском металлическом заводе (ЛМЗ): инженер-конструктор отдела центробежных насосов (1929—1941), старший инженер конструкторско-монтажного бюро (1942—1944), начальник конструкторского бюро насосов (1944—1946), с 1946 г. начальник отдела турбинных установок.
Параллельно с 1931 г. преподавал и вёл научную деятельность в Ленинградском политехническом институте им. М. И. Калинина: ассистент, доцент, с 1953 г. профессор, заведующий кафедрой гидромашиностроения (1956—1962).

## Научная деятельность
Под его руководством выполнены проекты насосных агрегатов для на Черепетской, Челябинской и других ТЭС; гидроагрегатов Братской и Волжских им. В. И. Ленина и XXII съезда КПСС гидроэлектростанций; проведены исследования рабочих процессов обратимых гидротурбин и насосов к турбинным блокам мощностью 300 мВт.

### Сочинения
- Обоснование нормативных данных для гидравлического расчета центробежного насоса на основе анализа гидравлических потерь и принципа моделирования : диссертация … кандидата технических наук : 05.00.00. — Ленинград, 1946. — 79 с.
- Центробежные и пропеллерные насосы : в 3-х т. : диссертация … доктора технических наук : 05.00.00. — Ленинград, 1949. — 889 с. : т. 1, 2 (632 с. : ил.) : ил. + Прил.: т. 3 (257 с. : ил.).
- Центробежные и осевые насосы [Текст]. — 2-е изд., перераб. и доп. — Москва ; Ленинград : Машиностроение. [Ленингр. отд-ние], 1966. — 364 с. : черт.; 27 см.
- Центробежные и пропеллерные насосы [Текст] / А. А. Ломакин, канд. техн. наук. — Москва ; Ленинград : [Ленингр. отд-ние] и 1-я тип. Машгиза, 1950 (Ленинград). — 320 с., 4 л. черт. : черт.; 27 см.

## Награды и звания
Лауреат Сталинских премий 1948 и 1952 годов:
- — за разработку конструкции и технологии производства паровой турбинывысокого давления мощностью 100 тыс. кВт при 3 000 об/мин
- — за создание конструкции горячих крекинговых насосов высокого давления центробежного типа.

Награждён медалями «За трудовое отличие» (1945), «За доблестный труд в Великой Отечественной войне 1941—1945 гг.».